# Sergio Panunzio
Sergio Panunzio (Molfetta, 20 juli 1886 - Rome, 8 oktober 1944) was een Italiaans theoreticus van het revolutionair syndicalisme. In de jaren 20 van de twintigste eeuw ontwikkelde hij zich tot een belangrijke theoreticus van Italiaans fascisme.
Hij studeerde rechten en filosofie aan de universiteit van Napels. Na zijn studie redigeerde hij talrijke politiek-filosofische werken. In 1928 werd hij benoemd tot hoofd van de faculteit van de politieke wetenschappen in Perugia. Panunzio zag het revolutionair syndicalisme als een historisch ontwikkeling van het marxisme; hij baseerde zich daarbij vooral op het politieke denken van Georges Sorel en Francesco Saverio Merlino.
Panunzio noemde de Sovjetstaat een "dictatuur over het proletariaat, en niet van het proletariaat." Samen met  Angelo Oliviero Olivetti en Edmondo Rossoni wordt hij tot "fascistisch links" gerekend. Deze stroming was voorstander van een nationaal syndicalisme als vervanger van het parlementair liberalisme om de economie te moderniseren en de belangen van arbeiders en het gewone volk te dienen.
Panunzio verzette zich de antisemitische campagne van 1938. 